# Louis Balsan
Pour les articles homonymes, voir Balsan.
 (avril 2020).
Louis Balsan, né le 26 juillet 1903 à Millau et mort le 8 avril 1988 à Olemps, est un archéologue et un spéléologue français, également photographe. Il est l'un des derniers grands disciples d'Édouard-Alfred Martel.

## Biographie
En 1920, à l'âge de 17 ans, il visite les petites grottes autour de Millau, comme la grotte du Plateau-de-France et surtout la grotte du Renard, près de Creissels.
Son premier aven exploré date de 1924 : l'aven des Privats numéro 1 sur le Causse Noir.
En 1929, il publie son premier article relatif à un vase découvert dans la grotte de la Poujade (Causse Noir).
Progressivement intéressé par l'archéologie, il rencontre l'abbé Frédéric Hermet qui le fait profiter de ses connaissances.
Édouard-Alfred Martel fait entrer Louis Balsan en relation avec Robert de Joly qui venait de créer le Spéléo club de France.
Dès 1931, Louis Balsan adhère tout naturellement à ce mouvement issu d'une volonté de ressusciter la spéléologie en France, endormie durant la Première Guerre mondiale.
Louis Balsan est également membre de la Société des lettres, sciences et arts de l'Aveyron.
Il reste célibataire et sans descendance.

## Activités spéléologiques
L'œuvre spéléologique de Louis Balsan est immense. Elle est comparable à celle d'Édouard-Alfred Martel dans les Causses.
On lui doit des découvertes majeures dont celle de l'aven Noir, dans les gorges du Trévezel, qui est la plus belle de toutes. Il la dédie à Martel en ces termes : « À mon maître vénéré et ami E.A. Martel », titre d'un de ses plus beaux articles en 1935.
La liste des découvertes auxquelles participa Louis Balsan est longue :
- Découverte du magnifique aven Bob, au-dessus de Millau
- Sur le Causse Méjean, exploration de :
  - aven de Baoumo Rousso
  - aven de Banicous
  - aven de la Barelle
- Sur le Causse du Larzac, exploration de :
  - grotte du Pas Destrech
  - grotte de la Cabane de Saint-Paul-des-Fonts
  - rivière souterraine du Brias
  - grotte de Clapade
  - grotte de Sargel
  - grotte des Treilles
  - grotte du Lavencou
  - aven des Trois-Gorges
  - aven-grotte de la Portalerie (prolongement)
- Avec Robert Galzin, ce fut la révélation, sur le Causse Noir, de la grotte des Faux-monnayeurs et son atelier de fabrication de fausses pièces datant du XVIIe siècle.
- Loin des Causses, il explora la suite de l'aven-grotte de Bouche-Payrol qui se révéla être en partie une ancienne mine gallo-romaine.

En 1950 il est l'auteur de l'ouvrage "Grottes et Abimes des Grandes Causses".

## Activités photographiques
Louis Balsan est aussi un photographe considéré par les professionnels comme un grand artiste, très talentueux.
Avec son Leica, il déclare avoir réalisé plus de 10 000 clichés dès 1951. En particulier, en août 1949 il réalise ce qu'il considère comme son chef-d'œuvre : un cliché de la galerie du lac exceptionnellement asséché du Tindoul de la Vayssière.
Il réalise un inventaire photographique des richesses archéologique du Rouergue (mégalithes, croix, stèles, constructions médiévales, débris de céramique…) qui est conservé à Rodez.

## Distinctions
Avec Norbert Casteret, il est président d'honneur du Centenaire de la spéléologie à titre posthume (tous deux décédés peu de temps avant la manifestation de juillet 1988).
Il reçoit notamment les distinctions suivantes :
- Grande-Médaille d'Argent du Club Cévenol (1936)
- Prix Cabrol de la Société des Lettres, Sciences et Arts de l'Aveyron (1937) ; pour le don de sa collection archéologique au Musée Fenaille de Rodez.
- Plaquette de bronze du Touring-Club de France (1945)
- Chevalier de la Légion d'honneur (décret du 10 février 1951) au titre de l'Éducation Nationale, pour son œuvre spéléologique et surtout pour l'archéologie.
- Médaille de Vermeil de la Société des Lettres, Sciences et Arts de l'Aveyron (1953)
- Diplôme de Vermeil des Actes de Courage et de Dévouement (1957) ; décret du 13 août 1957 ; pour la tentative de sauvetage d'un spéléologue mortellement asphyxié au fond d'un aven du Causse Comtal.
- Chevalier de l'ordre des Palmes académiques (1958) ; décret du 1er décembre 1958.
- Chevalier de l'Ordre du Mérite Touristique (1961) ; décret du 21 décembre 1961 et promotion du 1er janvier 1962.
- Diplôme de Médaille de Vermeil du Mérite Civique (1965) ; promotion "Norbert Casteret" du 23 mai 1965.
- Prix Général Muteau de l’Académie française en 1978 pour Le Ver luisant
- Médaille de la ville de Sète (1979) ; remise par le Maire de la ville après une conférence sur le Camp du Larzac, le 30 mars 1979.
- Chevalier de l'ordre des Arts et des Lettres (1983)

## Sources
- « Les grandes figures disparues de la spéléologie française », Spelunca (Spécial Centenaire de la Spéléologie), no 31,‎ juillet-septembre 1988, p. 19-20 (lire en ligne)
- Damien Delanghe, Médailles et distinctions honorifiques (document PDF), in : Les Cahiers du CDS no 12, mai 2001.
- Association des anciens responsables de la fédération française de spéléologie : In Memoriam.
- Daniel André -1988- Louis Balsan, caussenard et spéléologue in « Hommage à Louis Balsan, Scrutateur des Grands Causses et du Rouergue », Conférence imprimée donnée à Millau, le jeudi 1er décembre 1988, dans le cadre des animations de l'Université Populaire du Sud-Rouergue, Millau, éditions Nove, non paginé, 12 p. ; voir 2e-4e p.
- Daniel André -1988- Le Caussenard in Rev. du Rouergue, nouvelle série, no 14, été, spécial Hommage à Louis Balsan, p. 155-169 ; reprise titrée Balsan Louis (1903-1988) in « Spelunca », Bull. Fédération Française de Spéléologie, 5e série, no 31, juillet-septembre 1988, Spécial Centenaire de la Spéléologie Française, Millau, les 1-2-3 juillet 1988, Première traversée de Bramabiau, p. 19-24 (avec un ajout titré Fonctions et titres, médailles et distinctions de Louis Balsan)
- Daniel André -1991- Louis Balsan, caussenard et spéléologue in Annales de l'Université Populaire du Sud-Rouergue, tome 5, années 1989-1991, mai 1991, texte de la conférence du 1er décembre 1988, p. 41-49 (sur Louis Balsan 1903-1988)
- Daniel André -1992- Lozère des Ténèbres Saint-Georges-de-Luzençon, imp. Causses et Cévenne, édition Spéléo-Club de la Lozère, 260 p. ; voir p. 53-54
- Daniel André & Alain Caubel -1989- Louis Balsan, spéléologue in Rev. Causses-Recherches, numéro 8 spécial consacré à Louis BALSAN, avril, p. 4-8
- Georges Costantini -1989- Louis Balsan et la préhistoire des Grands Causses in Rev. Causses Recherches, spécial numéro 8, avril, p. 9-12
- Georges Costantini -1991- Louis Balsan et la préhistoire des Grands Causses in Annales de l'Université Populaire du Sud-Rouergue, tome 5, années 1989-1991, mai 1991, texte de la conférence du 1er décembre 1988, p. 50-5
- Jean Sicard -1998- Hommage à Louis Balsan in "Causses et Cévennes", Rev. Club Cévenol, 103e année, tome XVIII, no 4, octobre-novembre-décembre, p. 608 (érection d'une stèle à la mémoire de Louis Balsan, à La Graufesenque, le samedi 25 avril 1998)
- Robert Taussat -1991 (pour 1988)- Louis Balsan (1903-1988). Secrétaire Général de la Société des Lettres in Annales de l'Université Populaire du Sud-Rouergue, tome 5, années 1989-1991, mai 1991, texte de la conférence du 1er décembre 1988, p. 62-66 (sur Louis Balsan 1903-1988)
- Philippe Tesson -1973- Pourquoi conserver ce conservateur in Journal le Canard Enchaîné du mercredi 31 janvier, p. 3 (au sujet de la décision du Ministre de la Défense Nationale Michel Debré de destituer Louis Balsan du titre de "Conservateur des Antiquités et Objets d'Arts de l'Aveyron")
- Alain Vernhet -1989- Louis Balsan, archéologue in "Le Caussenard", Journal de la Fédération de Sauvegarde du Pays des Grands Causses, numéro spécial "8", avril, p. 13-15.